# Traumpfad (Band)
Traumpfad ist eine deutsche Progressive-Hard-Rock-Band, die Ende der 1990er Jahre im Chiemgau gegründet wurde.

## Geschichte
Faggetter und Brandl spielten in den 1990er Jahren in der Death-Metal-Band Adapt, Effenberger in der Retro-Rock-Band Sun Drifting. Beide Gruppen wurden aufgelöst und die drei Musiker entschlossen sich, gemeinsam eine neue Band zu gründen. Diese wurde ab 1997 von der Sängerin Anja Stadler vervollständigt, welche jedoch 1999 wieder ausstieg. In der Zwischenzeit wurde der Name Traumpfad gewählt, der Keyboarder Matthias Unterhuber stieg ein und erste Konzerte wurden gespielt. Johnny Tietgen ersetzte Anja Stadler Anfang der 2000er für zwei Jahre. Kurzzeitig traten Traumpfad als Instrumental-Band auf, bevor Flo Huber, zuvor Schlagzeuger der Dark-Metal-Band Dissonant, 2003 neuer Sänger wurde. Ende des Jahres begann die Band mit Studioaufnahmen.
Das selbstbetitelte Debütalbum erschien 2004, war deutschsprachig und mischte Einflüsse von Deep Purple, The Who, Krautrock und Progressive Rock. Im Jahr darauf gelangten Traumpfad in Kontakt mit RPWL, auf deren Label Gentle Art of Music das zweite Album erschien, dessen lyrisch-romantisierende Texte nun verstärkt in der Tradition von Bands wie Novalis oder Anyone’s Daughter standen. Traumpfad nahmen 2006/2007 am Austrian Band Contest teil und belegten letztlich den siebten Platz. Es folgten Konzerte im deutschsprachigen Raum, u. a. mit Guru Guru, Bonfire und RPWL. Das dritte Album der Band erschien 2011 und knüpfte musikalisch und lyrisch an den Vorgänger an. Danach verließ Unterhuber die Band; erst 2015 konnte mit Christoph Parzer ein neuer Keyboarder gefunden werden, der 2017 wiederum durch Elias Meier ersetzt wurde. Der Bassist Uli Naleppa ersetzte im selben Jahr Gründungsmitglied Faggetter. Als Folge dieser Umbesetzungen sowie aufgrund von Babypausen war die Band zwischen 2012 und 2017 weitgehend inaktiv.

## Diskografie
- 1999: Live ’99 (Demo)
- 2004: Traumpfad
- 2006: Die Kreise schließen sich
- 2011: Aufbruch